# Jean-Claude Hollerich
Jean-Claude Hollerich SJ (ur. 9 sierpnia 1958 w Differdange) – luksemburski duchowny rzymskokatolicki, jezuita, arcybiskup luksemburski od 2011, przewodniczący Komisji Episkopatów Wspólnoty Europejskiej w latach 2018–2023, kardynał prezbiter od 2019.

## Życiorys
W 1981 wstąpił do zakonu jezuitów. Święcenia kapłańskie otrzymał 21 kwietnia 1990. Pracował w Luksemburgu, a od 1994 w Japonii.  Był m.in. wykładowcą języków niemieckiego i francuskiego oraz studiów europejskich na prowadzonym przez jezuitów uniwersytecie Sophia w Tokio, a także duszpasterzem w niemieckiej parafii w stolicy Japonii.
12 lipca 2011 papież Benedykt XVI prekonizował go arcybiskupem archidiecezji luksemburskiej. Sakry biskupiej udzielił mu 16 października 2011 dotychczasowy arcybiskup luksemburski Fernand Franck. Współkonsekratorami byli kardynał Joachim Meisner, metropolita koloński, i Peter Takeo Okada, arcybiskup metropolita tokijski.
20 października 2012 przewodniczył ceremonii zaślubin następcy tronu Luksemburga, księcia Wilhelma Burbon-Parmeńskiego z hrabiną Stefanią de Lannoy.
W marcu 2018 został wybrany przewodniczącym Komisji Episkopatów Wspólnoty Europejskiej, funkcję tę pełnił do 22 marca 2023.
1 września 2019 podczas modlitwy Anioł Pański papież Franciszek ogłosił, że mianował go kardynałem. Na konsystorzu 5 października 2019 został kreowany kardynałem prezbiterem, z tytułem San Giovanni Crisostomo a Monte Sacro Alto.
Konsekrował biskupa pomocniczego luksemburskiego Léona Wagenera (2019). Był ponadto współkonsekratorem podczas sakry biskupa pomocniczego trewirskiego Franza Josefa Geberta (2017).
W 50. rocznicę istnienia Rady Konferencji Episkopatów Europy CCEE wybrany podczas zgromadzenia plenarnego na wiceprzewodniczącego (kadencja 2021-2026). Brał udział w konklawe 2025, które wybrało papieża Leona XIV.